# Веркендам
Веркендам — городок в Нидерландах на юге провинции Северный Брабант на реке Ньиве-Мерведе.

## География
- Местоположение: Провинция Северный Брабант, Нидерланды.
- Муниципалитет: Алтена (Altena).
- Население: 5 922 человек (по данным на 2015 год).
- Река: Ньиве-Мерведе (Nieuwe Merwede).
- Координаты: 51.8100° северной широты, 4.8944° восточной долготы.

## История
1. Основание и ранняя история:
  - Веркендам был основан в XIII веке как небольшое поселение на берегу реки Ньиве-Мерведе.
  - Название "Werkendam" происходит от слов "werk" (работа) и "dam" (дамба), что указывает на его связь с водным хозяйством и строительством дамб.
2. Развитие в Средние века:
  - В Средние века Веркендам был важным пунктом для торговли и транспортировки товаров по реке.
  - Городок также играл роль в защите от наводнений благодаря своим дамбам.
3. XX век и современность:
  - В XX веке Веркендам стал частью муниципалитета Веркендам (Werkendam), который в 2019 году был объединён с другими муниципалитетами в новый муниципалитет Алтена.
  - Сегодня Веркендам известен как тихий и уютный городок с развитой инфраструктурой и туристической привлекательностью.ъ